# Automotrice FCE ADe 21-25
Le automotrici FCE ADe 21-25 erano un gruppo di cinque rotabili automotori a motore termico, nonché a scartamento ridotto, costruite specificamente dalla ITIN di Catania per la Ferrovia Circumetnea.

## Storia

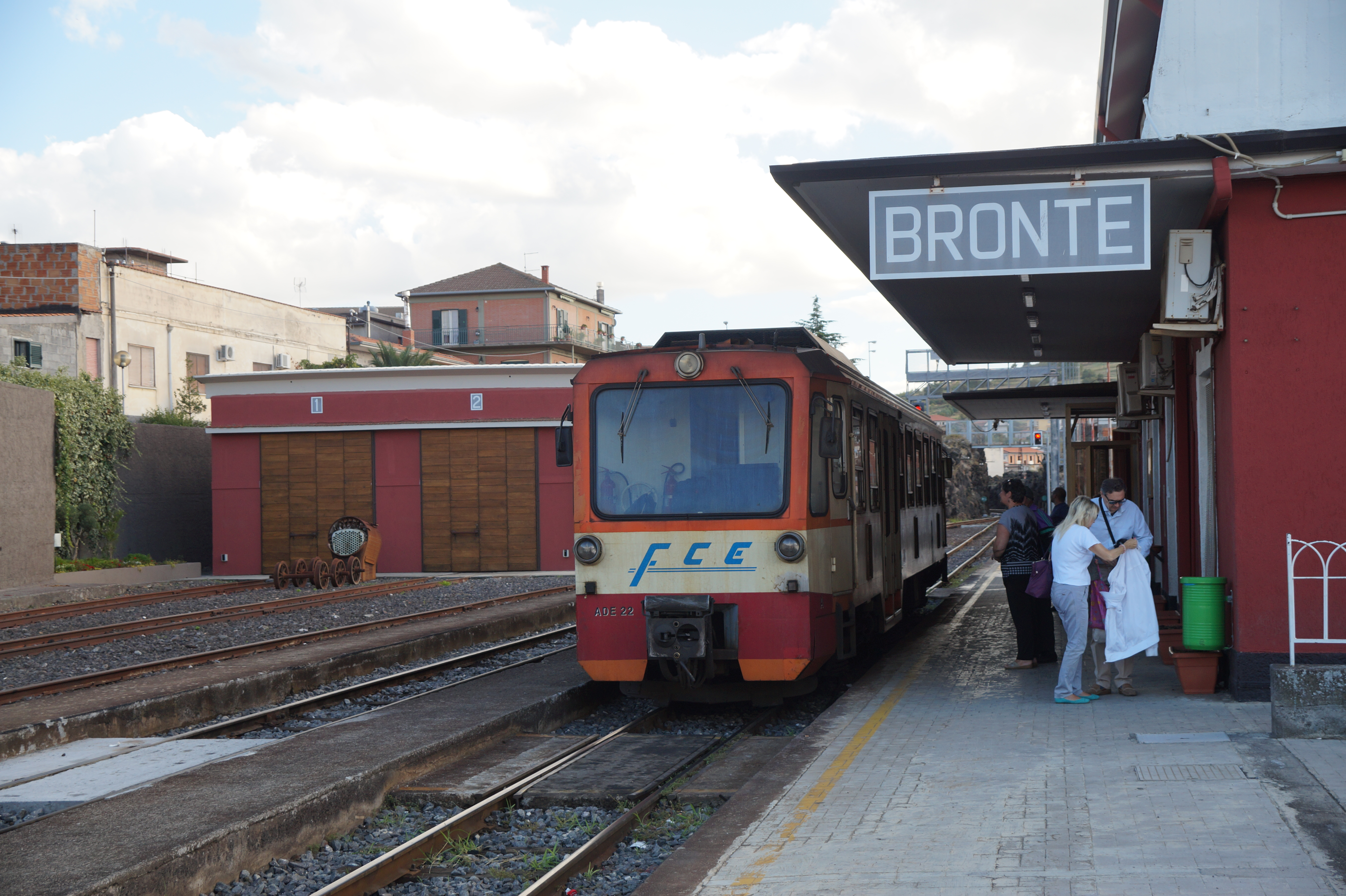
L'ADe 22, quando ancora portava la variante della vecchia livrea arancione (senza i filetti blu lungo le fiancate), stazione di Bronte, 19 settembre 2016.

La serie ADe 21-25, costituita da cinque automotrici, è il risultato di un progetto della fine degli anni ottanta, per la costruzione di un rotabile di concezione moderna, che mirava alla modernizzazione del servizio viaggiatori sulla linea a scartamento ridotto della FCE, la quale affronta pendenze del 40 per mille nel suo difficile percorso intorno all'Etna.
La costruzione venne avviata nell'ultimo biennio degli anni ottanta, negli stabilimenti della IMPA/ITIN, siti nella zona industriale di Catania, con la consegna della prima unità avvenuta il 16 giugno del 1990.
Nei mesi successivi si susseguirono i collaudi e il pre-esercizio con corse prova di velocità massima sulla tratta montana tra Adrano e Randazzo. Le altre quattro unità, una dopo l'altra, furono allestite e consegnate, ed entrarono in servizio regolare entro l'anno successivo, e si rivelarono di buona affidabilità.

### L'unità sacrificata

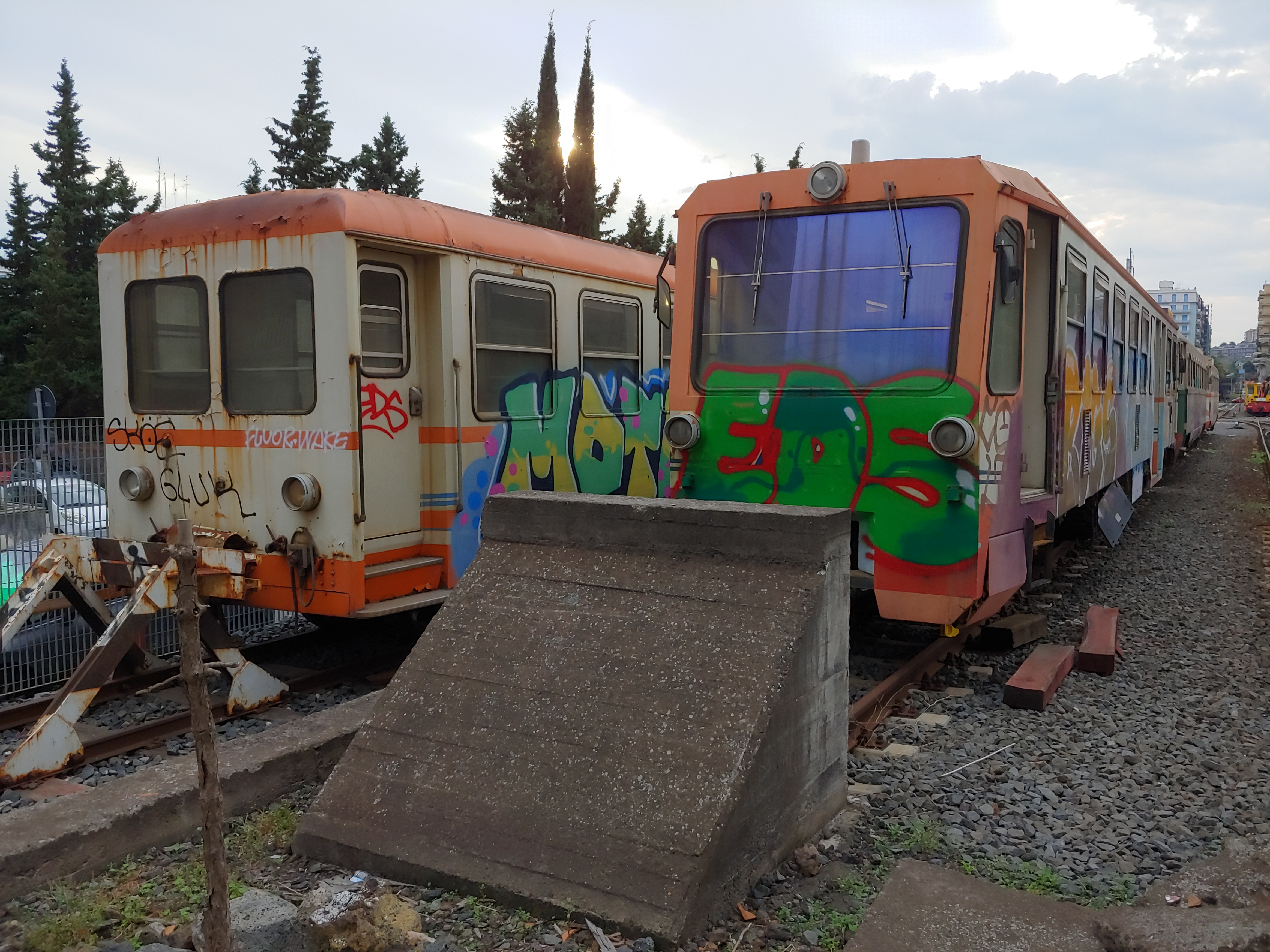
L'ADe 21 accantonata presso la stazione di Catania Borgo, con ancora la livrea originale. Accanto ad essa, si trova accantonata la carrozza n. 05.

In seguito al fallimento della fabbrica, che ha di fatto impedito il reperimento dei ricambi occorrenti, l'automotrice ADe 21 fu accantonata poco tempo dopo esser stata consegnata, poiché divenne donatrice per i pezzi di ricambio necessari per le altre quattro unità della serie.

## Caratteristiche

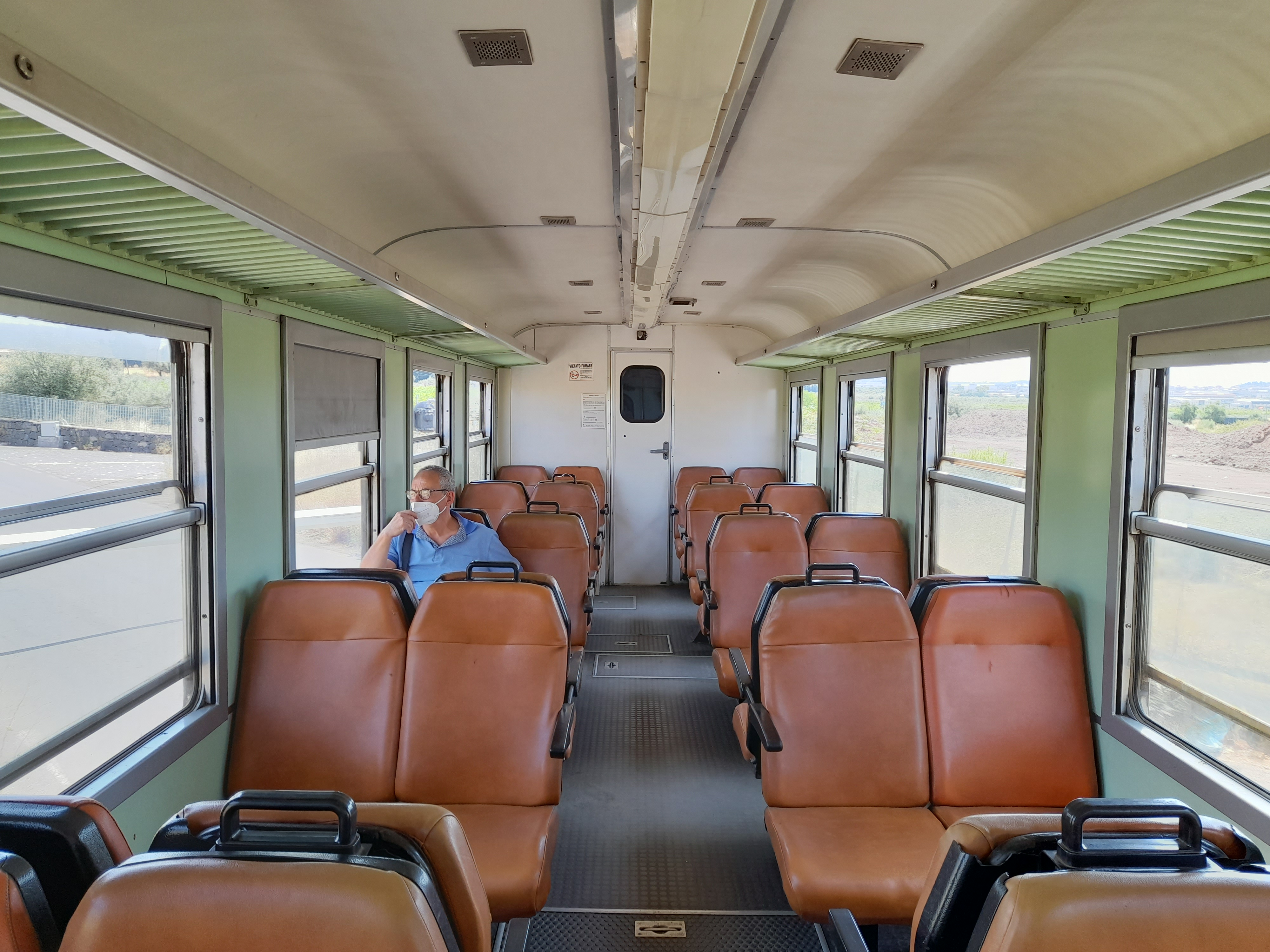
L'interno dell'ADe 22, fotografato mentre l'automotrice in questione era quasi arrivata alla stazione di Valcorrente, ed era diretta in quella di Paternò.

Montano due motori diesel Fiat sovralimentati, capaci di erogare 160 kW ciascuno. La struttura del motore è del tipo classico, a sogliola, sospeso sotto alla cassa. La trasmissione è di tipo diesel-elettrico. Le ruote vengono azionate infatti per mezzo di motori elettrici e permettono una velocità massima di 90 km/h.
Queste automotrici furono costruite con la predisposizione dell'alimentazione aerea, quindi per l'installazione dei pantografi; questo perché in quel periodo, la Ferrovia Circumetnea aveva in progetto di elettrificare parte della linea a scartamento ridotto.
Tuttavia questo progetto non fu mai realizzato, e le suddette automotrici non hanno mai ricevuto tale modifica.
La massa totale del rotabile è di 31 tonnellate e la sua capienza è di 54 posti a sedere.
La cassa poggia su carrelli di costruzione Fiat Ferroviaria, mentre la parte elettrica è fornita da ABB Tecnomasio.
L'automotrice è munita di gancio automatico Scharfenberg che integra tutte le funzioni di accoppiamento pneumatico ed elettrico; le unità possono essere accoppiate a comando multiplo.
Le porte di ingresso, apribili a libro, sono doppie in posizione paracentrale e permettono un rapido accesso dei viaggiatori nell'ampio vestibolo di ingresso, da questo si ha accesso ai due semicomparti anteriore e posteriore con 54 posti complessivi a classe unica.

## Restyling estetico

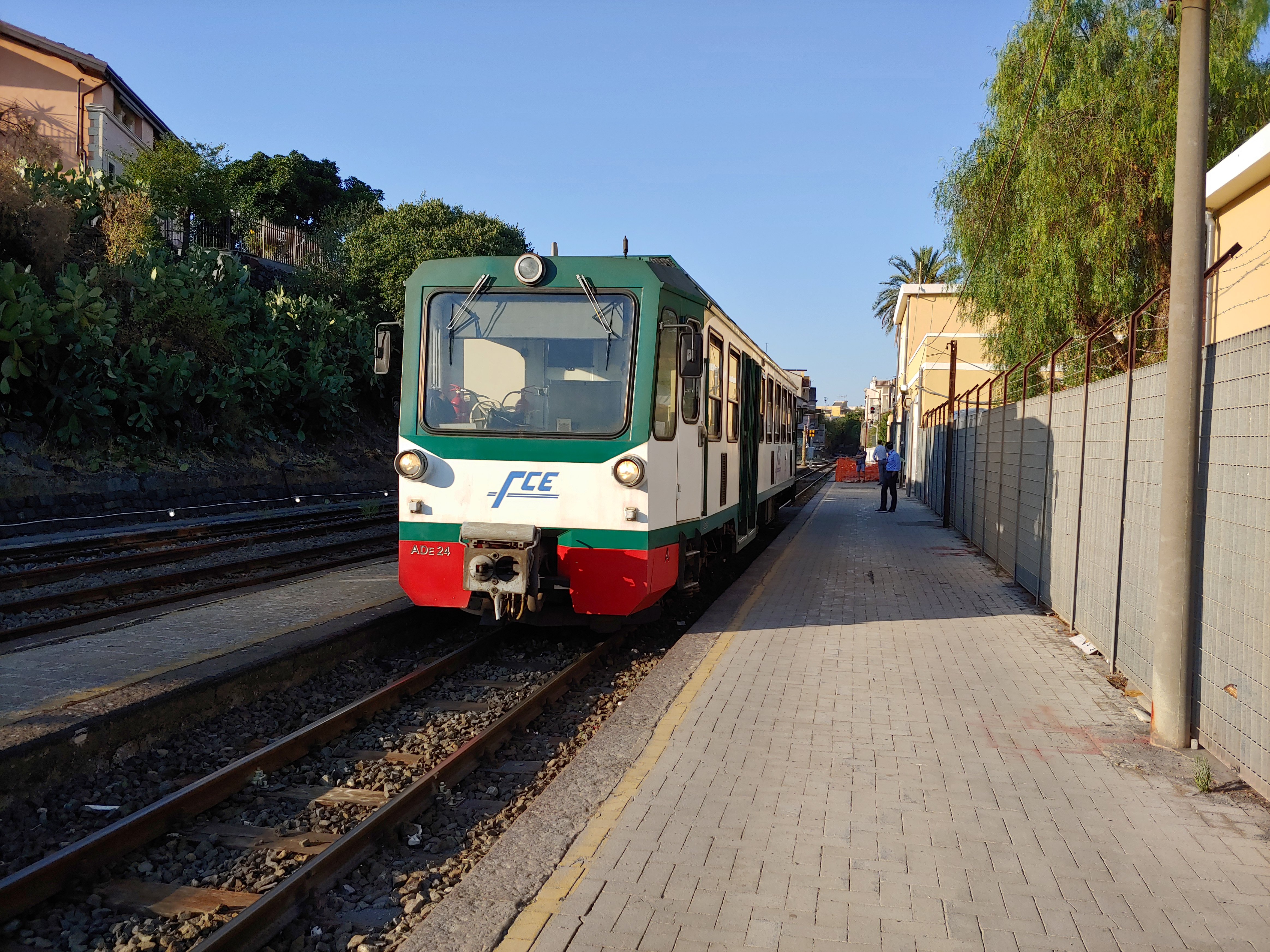
L'ADe 24 nella nuova livrea, ma con ancora il vecchio logo e la mancanza della classificazione UIC, stazione di Paternò, 22 luglio 2021.

Durante i primi mesi del 2017, fu avviato l'iter per il restyling estetico dell'ADe 24, quest'ultima fu la prima automotrice della serie a ricevere la nuova livrea; si tratta della stessa livrea usata per le automotrici ADe 16, 18 e 19 (appartenenti alla serie ADe 11–20), applicatale in occasione del loro revamping.

Durante l'estate del 2021, anche le automotrici ADe 22, 23 e 25 hanno ricevuto il medesimo restyling estetico, inoltre, a quest'ultime è stato applicato anche il nuovo logo e la classificazione UIC sulle fiancate. Dopo l'ultimazione del restyling estetico, l'ADe 23, l'ADe 25 e l'ADe 22, sono entrate in servizio in quest'ordine.
Attualmente solo all'ADe 24 manca il nuovo logo e la classificazione UIC, i quali le verranno applicati prossimamente.
Il progetto prevede che tutte le automotrici della serie (ad eccezione dell'ADe 21, in quanto è accantonata da molti anni per esser stata usata come fonte per i pezzi di ricambio), saranno esteticamente uniformate con la nuova livrea, il nuovo logo e la classificazione UIC.

## Galleria d'immagini

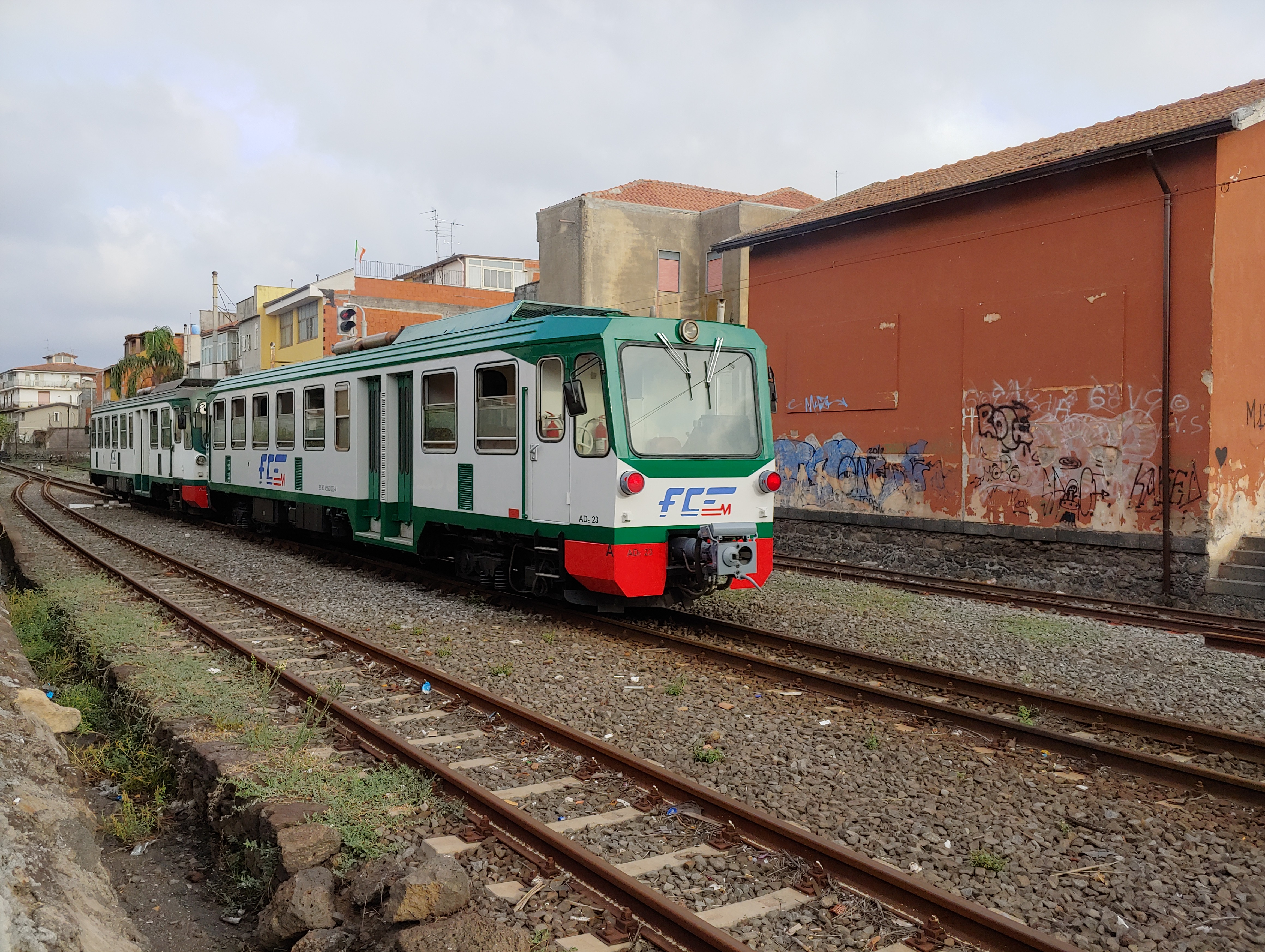
L'ADe 24 e l'ADe 23 in transito alla stazione di Misterbianco, 10 settembre 2021.
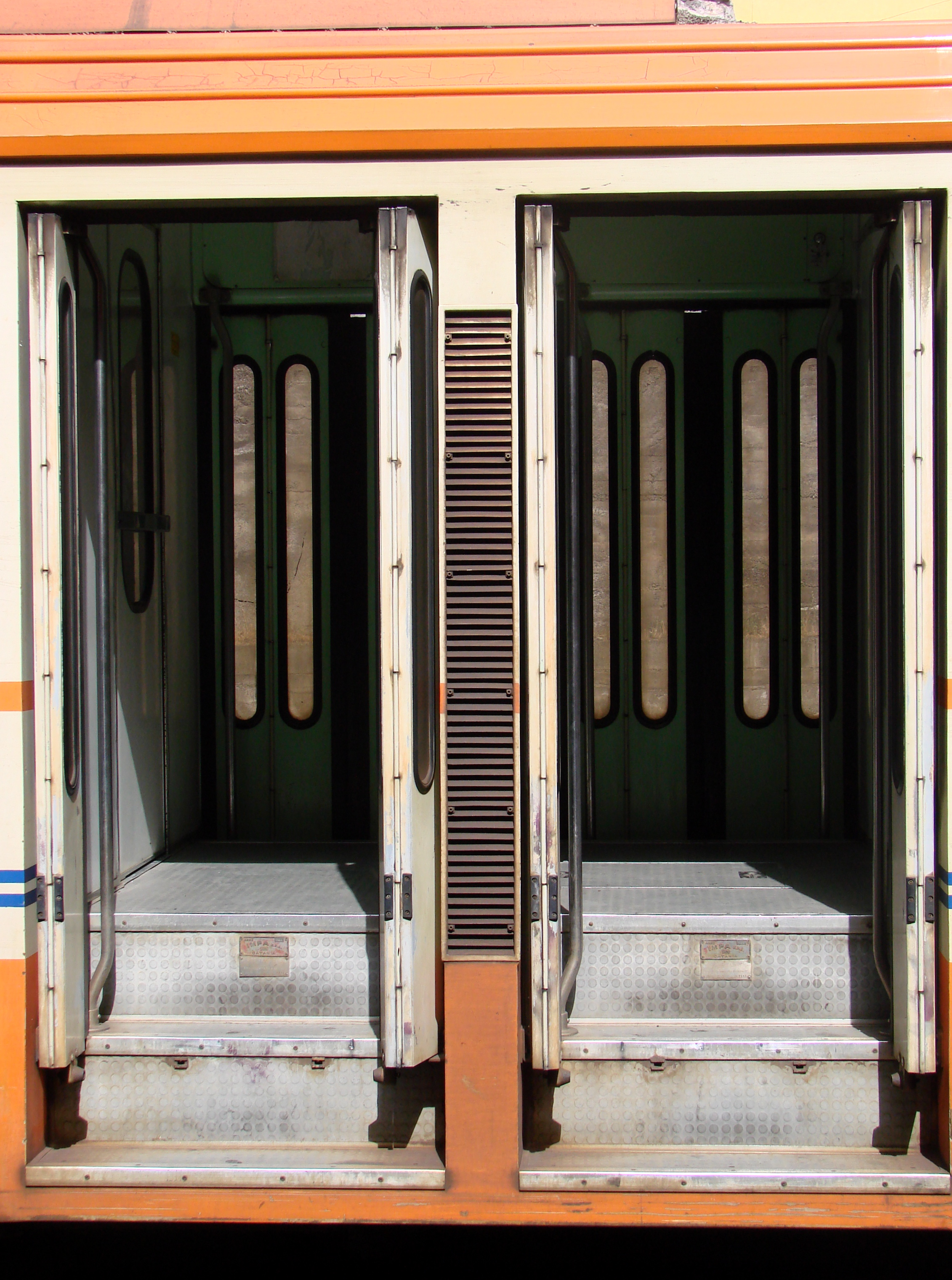
Le porte d'ingresso per i viaggiatori, di una delle automotrici della serie ADe 21-25.
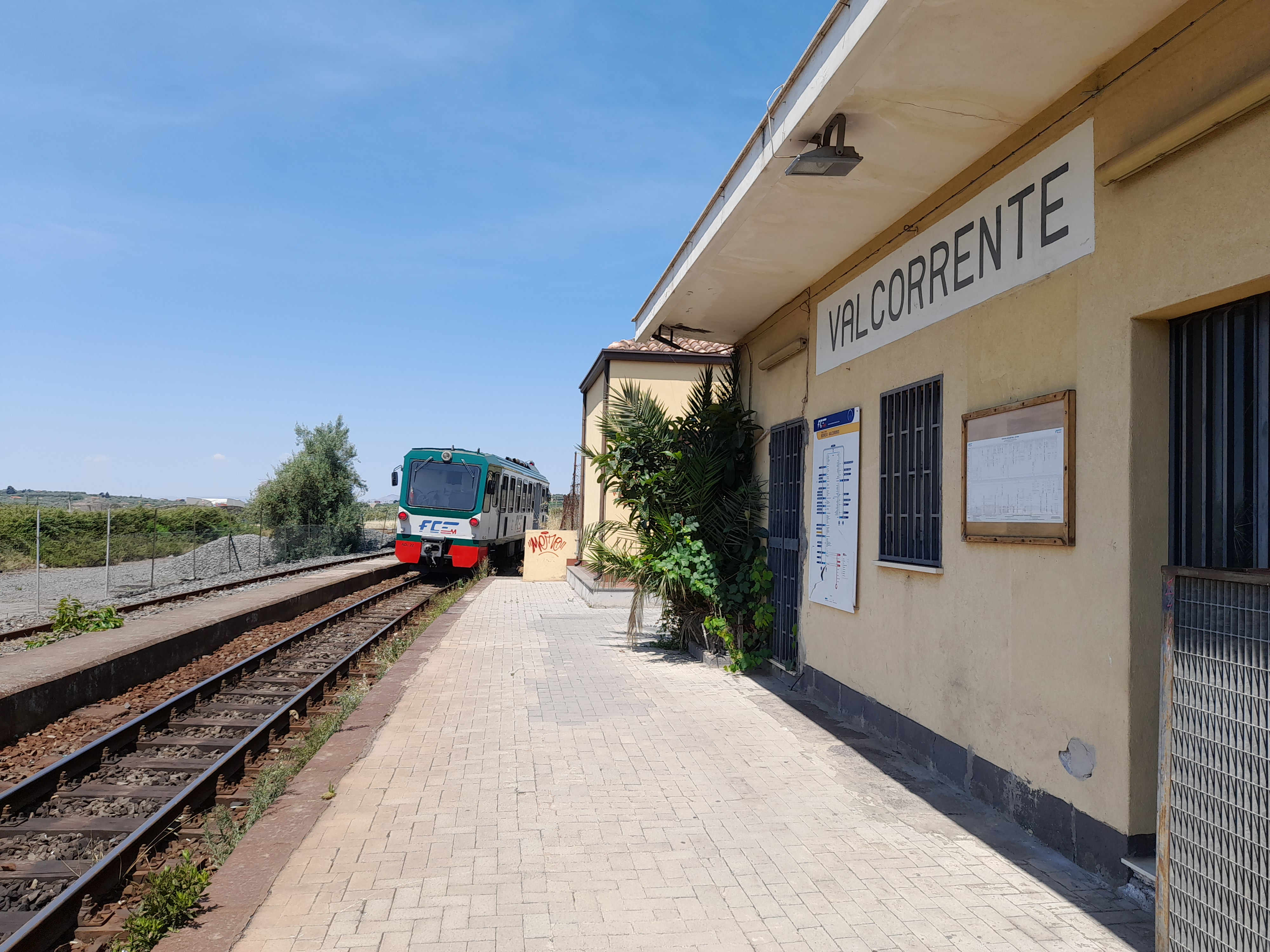
L'ADe 22 in partenza dalla stazione di Valcorrente, 17 giugno 2022.
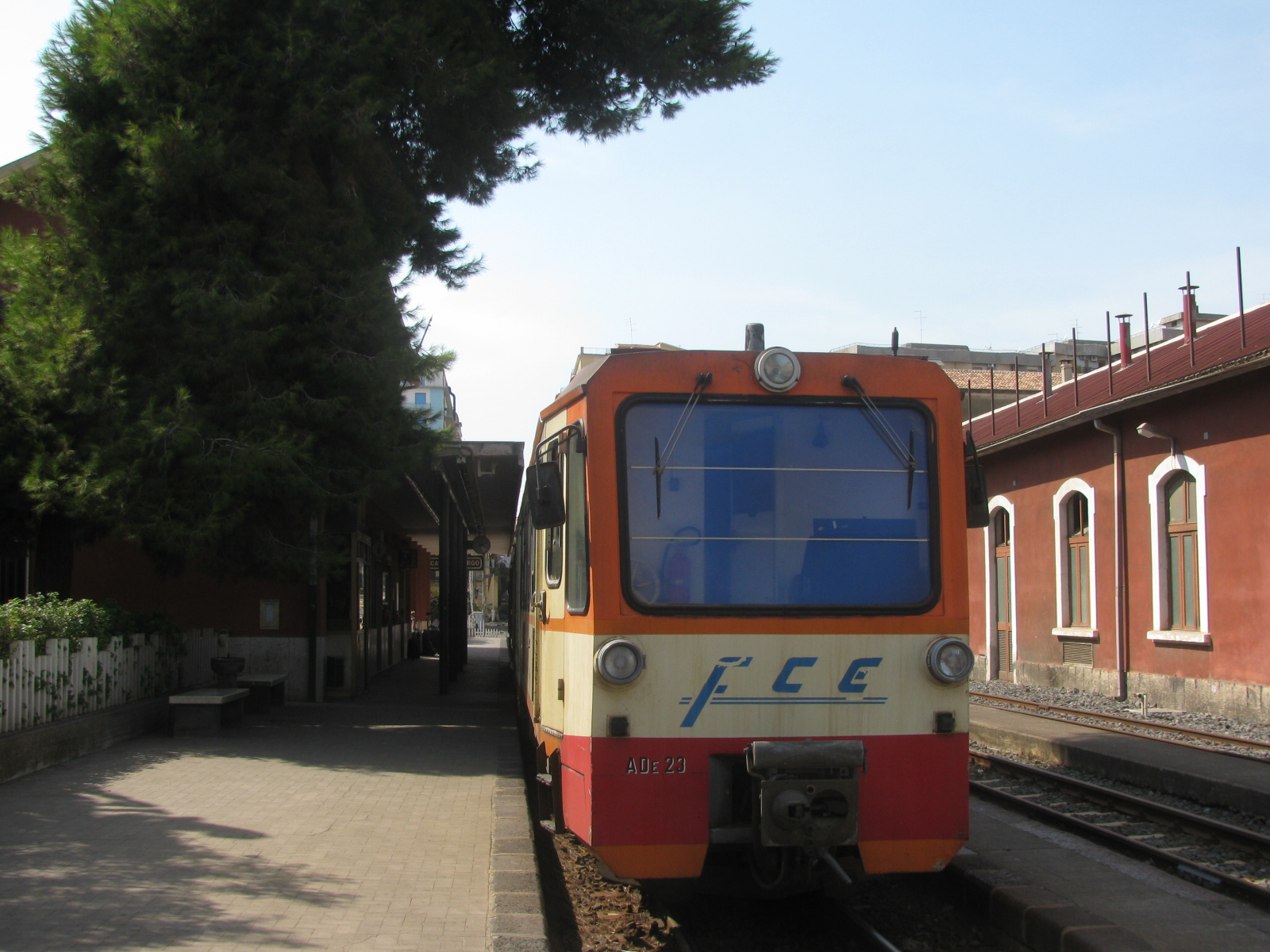
L'ADe 23, quando ancora portava la variante della vecchia livrea arancione (senza i filetti blu lungo le fiancate), stazione di Catania Borgo, 24 settembre 2011.
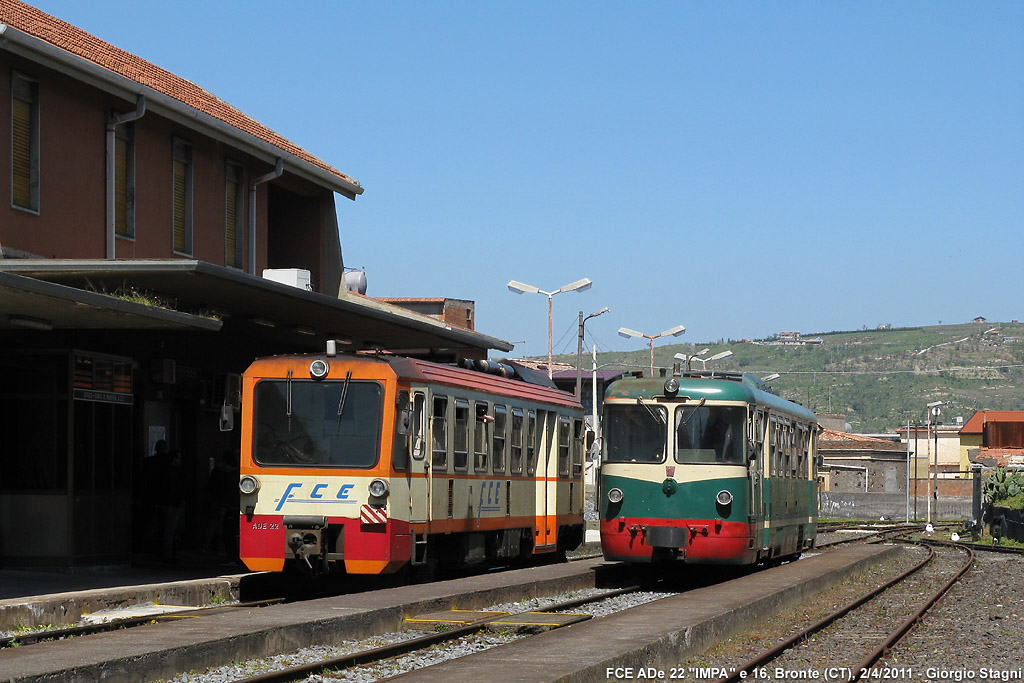
L'ADe 22 e l'ADe 16 (serie ADe 11-20) alla stazione di Bronte, 2 aprile 2011.